# Berberis arguta
Berberis arguta là một loài thực vật có hoa trong họ Hoàng mộc. Loài này được (Franch.) C.K.Schneid. mô tả khoa học đầu tiên năm 1908.